# 小行星2504
小行星2504（2504 Gaviola）是一颗绕太阳运转的小行星，为主小行星带小行星。该小行星于1967年5月6日发现。
該小行星以阿根廷天體物理學家安立奎·加維奧拉命名。

## 轨道参数
小行星2504的轨道半长轴为2.7624608 UA，离心率为0.085。